# 彼得羅夫斯科耶 (盧甘斯克州)
彼得罗沃-克拉斯诺西利亚（羅馬化：Petrovo-Krasnosillia），俄罗斯当局称彼得罗夫斯科耶（羅馬化：Petrovskoye），是乌克兰東部盧甘斯克州罗韦尼基区赫鲁斯塔利内市镇的城市，事实上由俄罗斯占領，俄方規劃為卢甘斯克人民共和国红卢奇市议会。該市距離州府卢甘斯克45公里。始建於1790年，面積23.21平方公里，海拔高度367米，2022年人口数量为12,642人。
2014年顿巴斯战争期間該城開始被俄羅斯傀儡“盧甘斯克人民共和國”占領。

## 城市名称
1959年，为纪念苏联政治人物格里戈里·彼得罗夫斯基，该市被命名为“彼得罗夫斯凯/彼得罗夫斯科耶”。
2016年据去共化法律乌克兰政府拟定将该市名称更名为“彼得罗沃-克拉斯诺西利亚”，但当地政府仍沿用旧名。